# Marek Łbik

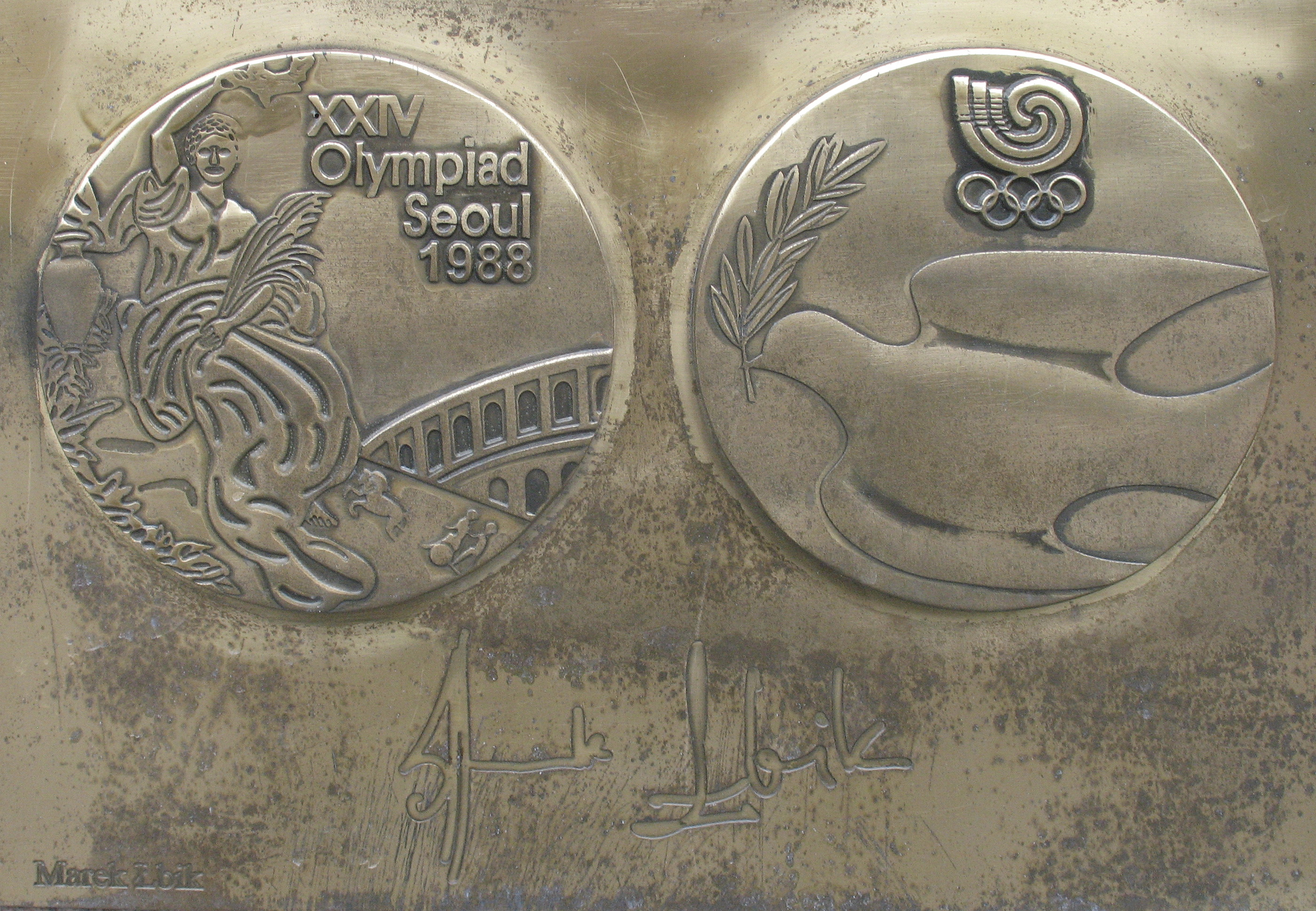
Copie M. Łbik médaille et autographe Stars Avenue dans le sport Dziwnów

Marek Łbik (30 janvier 1958 à Poznań) est un céiste polonais pratiquant la course en ligne.

## Palmarès

### Jeux olympiques
- 1988 à Séoul,  Corée du Sud
  -  Médaille de bronze en C-2 500 m.
  -  Médaille d'argent en C-2 1000 m.

### Championnats du monde
- 1979 à Duisbourg,  Allemagne de l'Ouest
  -  Médaille de bronze en C-2 500 m
- 1985 à Malines,  Belgique
  -  Médaille d'argent en C-2 500 m
  -  Médaille de bronze en C-2 1000 m
  -  Médaille d'argent en C-2 1000 m
- 1986 à Montréal,  Canada
  -  Médaille d'or en C-2 10000 m
  -  Médaille d'argent en C-2 1000 m
- 1987 à Duisbourg,  Allemagne de l'Ouest
  -  Médaille d'or en C-2 500 m
- 1989 à Plovdiv,  Bulgarie
  -  Médaille d'argent en C-2 500 m

## Honneurs et distinctions
Marek Łbik est élu Sportif polonais de l'année en 1987, avec Marek Dopierała.